# Socket 478

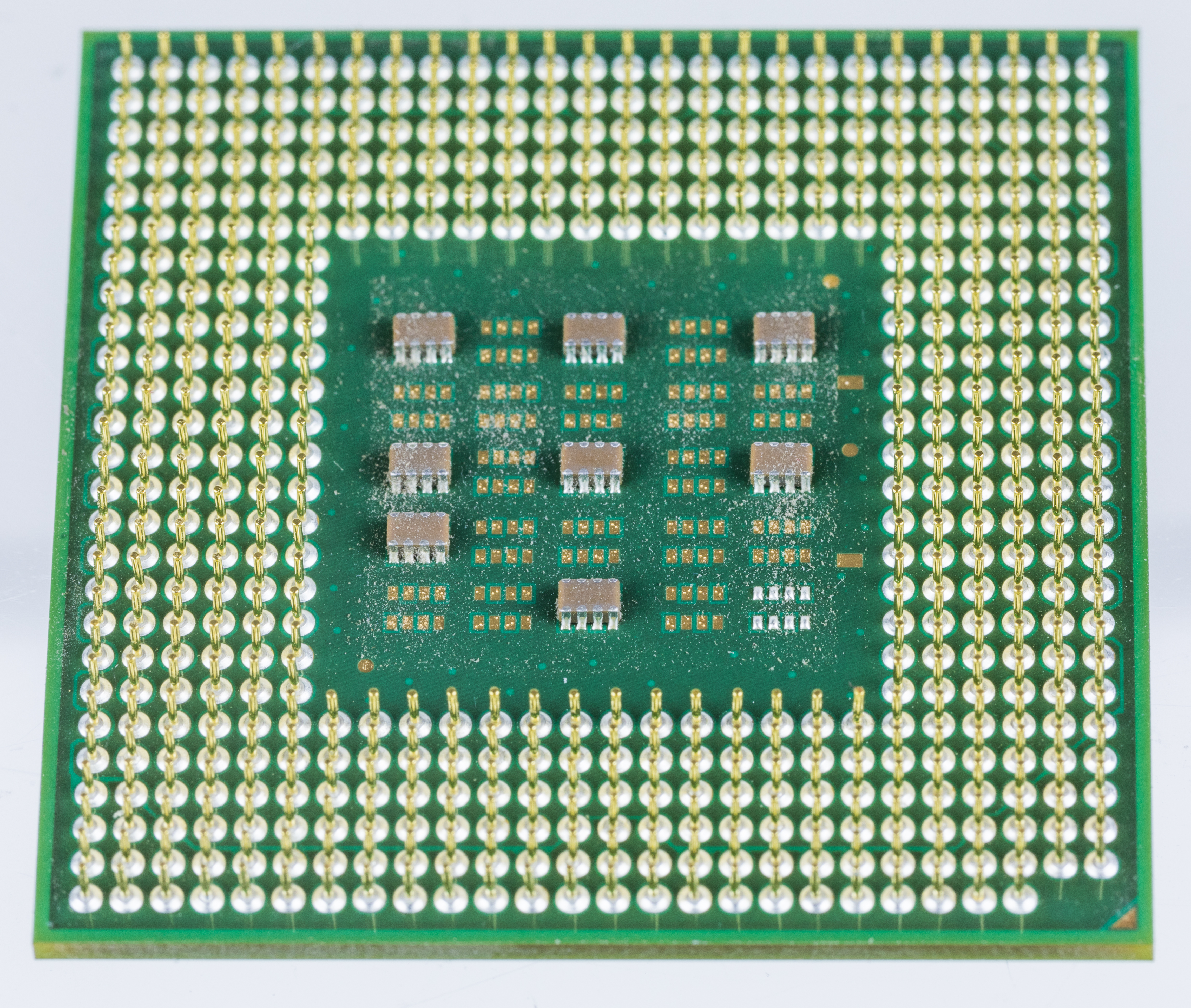
Pentium 4 Willamette avec Socket 478 (2001), vu du dessous

Le socket 478, ou mPGA478B, est un socket pour microprocesseur Intel.
Il permet de connecter les microprocesseurs Pentium 4 de types Willamette (révisions ultérieures) et Northwood.
C'est une matrice de 26 x 26, de laquelle a été enlevée une matrice 14 x 14 au centre, ainsi que 2 trous dans un coin. (26 x 26) - (14 x 14) - 2 = 478 trous.
Il succède au socket 423, et le socket LGA 775 lui succède.